# Roy Smith
Roy Smith (Puerto Limón, 19 april 1990) is een Costa Ricaans voetballer.

## Clubcarrière
Roy Smith speelde tussen 2007 en 2013 voor Brujas, Orión, Gainare Tottori en The Strongest. Hij tekende in 2013 bij Uruguay Coronado.

## Interlandcarrière
Roy Smith debuteerde in 2010 in het Costa Ricaans nationaal elftal en speelde 2 interlands.